# 김우영 (1969년)
김우영(金宇榮, 1969년 8월 5일~)은 대한민국의 공무원, 정치인이다. 제22대 국회의원이다. 제18·19대 서울특별시 은평구청장(2010. 7.~2018. 6.)을 지냈다.

## 학력
- 옥계국민학고 졸업
- 옥계중학교 졸업
- 1985년~1988년: 강릉고등학교 졸업
- 1988년~1995년: 성균관대학교 국어국문학 학사
- 2016년~2018년: 카이스트 미래전략대학원 경영학 석사

## 경력
- 장을병 국회의원 비서관
- 미국 캘리포니아대학교 리버사이드캠퍼스 객원연구원
- 김영옥 재미동포연구소 이사
- 이미경 국회의원 보좌관
- 사람사는세상 노무현재단 기획위원
- 2010년 6월 2일 제5회 전국동시지방선거 당선(서울 은평구청장, 민주당, 초선)
- 2010년 7월~2014년 6월: 제18대 서울특별시 은평구청장(민선 5기, 민주당→민주통합당→민주당→새정치민주연합)
- 2014년 6월 4일 제6회 전국동시지방선거 당선(서울 은평구청장, 새정치민주연합, 재선)
- 2014년 7월~2018년 6월: 제19대 서울특별시 은평구청장(민선 6기, 새정치민주연합→더불어민주당)
- 2018년 8월~2019년 1월: 대통령비서실 시민사회수석실 제도개혁비서관
- 2019년 1월~2019년 8월: 대통령비서실 정무수석실 자치발전비서관
- 2020년 7월~2021년 4월: 제53대 서울특별시 정무부시장
- 재외동포재단 자문위원
- 2022년 5월~2022년 6월: 제8회 전국동시지방선거 강원도 강릉시장 더불어민주당 후보
- 2022년 7월~2024년 2월: 더불어민주당 강원특별자치도당 강릉시 지역위원회 위원장
- 2022년 8월~2024년 2월: 더불어민주당 강원특별자치도당 위원장
- 2024년 4월 10일 대한민국 제22대 국회의원 선거 당선(서울 은평구 을, 더불어민주당, 초선)
- 2024년 4월~2024년 10월: 더불어민주당 당대표비서실 정무조정실장
- 2024년 5월~: 더불어민주당 서울특별시당 은평구 을 지역위원회 위원장
- 2024년 10월~: 더불어민주당 서울특별시당 상임부위원장

### 의정 활동
- 2024년 5월 30일~: 제22대 국회의원(서울 은평구 을, 더불어민주당, 초선)
  - 2024년 6월~: 제22대 국회 전반기 과학기술정보방송통신위원회 위원

## 저서
- 2010 은평에 살고 싶은 101가지 이유
- 2019 정치의 반전을 꿈꾸다
- 2024 다시, 대한민국 재조산하의 길 위에서

## 수상 내역
- 2012~2013 2년 연속 서울시 일자리 창출 최우수구 선정
- 2012년 전국 자치단체 예산 효율화 부분 대통령상 수상
- 2013년 전국 지방자치단체 생산성 대상 수상
- 2013년 산새마을 경관가꾸기 사업 대한민국 경관대상 특별상 수상
- 2014.04 민선5기 공약이행 및 정보공개평가 최우수등급 SA
- 2014.10 2014 매니페스토 약속대상 민선6기 선거공약서 분야 최우수상
- 2015.05 2015 대한민국 유권자 대상(기초자치단체장 부문)
- 2015.05 민선6기 전국기초자치단체장 공약실천계획평가 최우수상
- 2015.07 전국기초단체장 매니페스토 우수사례 경진대회공약이행분야 최우수상
- 2015.10 한국언론인연합회 대한민국지방자치발전대상 지역발전 특별대상 서울특별시 은평구 수상

## 역대 선거 결과
|  | 54.16% |

|  | 55.33% |

|  | 29.68% |

|  | 56.95% |

## 소속 정당
| 소속 정당 | 소속 정당      | 소속 기간 | 비고      |
| --------- | -------------- | --------- | --------- |
|           | 통합민주당     | 1996      | 정계 입문 |
|           | 민주당         | 1996~1997 | 당명 변경 |
|           | 무소속         | 1997      | 탈당      |
|           | 국민신당       | 1997~1998 | 입당      |
|           | 새정치국민회의 | 1998~2000 | 합당      |
|           | 새천년민주당   | 2000~2003 | 합당      |
|           | 무소속         | 2003      | 탈당      |
|           | 열린우리당     | 2003~2007 | 창당      |
|           | 무소속         | 2007      | 탈당      |
|           | 대통합민주신당 | 2007~2008 | 창당      |
|           | 통합민주당     | 2008      | 합당      |
|           | 민주당         | 2008~2011 | 당명 변경 |
|           | 민주통합당     | 2011~2013 | 합당      |
|           | 민주당         | 2013~2014 | 당명 변경 |
|           | 새정치민주연합 | 2014~2015 | 합당      |
|           | 더불어민주당   | 2015~2018 | 당명 변경 |
|           | 무소속         | 2018~2019 | 탈당      |
|           | 더불어민주당   | 2019~2020 | 복당      |
|           | 무소속         | 2020~2021 | 탈당      |
|           | 더불어민주당   | 2021~현재 | 복당      |

## 같이 보기
- 서울 은평구의 국회의원
- 은평구 을
- 은평구청장
- 서울특별시 부시장